# Helicopis
Helicopis är ett släkte av fjärilar. Helicopis ingår i familjen Riodinidae.

## Bildgalleri

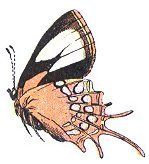

## Dottertaxa tillHelicopis, i alfabetisk ordning[1]
- Helicopis acis
- Helicopis agardi
- Helicopis albescens
- Helicopis albocincta
- Helicopis amazonica
- Helicopis androgyne
- Helicopis beaulieui
- Helicopis bergeri
- Helicopis brasiliensis
- Helicopis conspecifica
- Helicopis convulsa
- Helicopis coria
- Helicopis cupido
- Helicopis curusamba
- Helicopis diluta
- Helicopis divergens
- Helicopis elegans
- Helicopis endymiaena
- Helicopis endymion
- Helicopis erotica
- Helicopis fleuryi
- Helicopis fournierae
- Helicopis galatea
- Helicopis gnidus
- Helicopis gradiva
- Helicopis horrackae
- Helicopis incerta
- Helicopis ininiensis
- Helicopis interrupta
- Helicopis latmica
- Helicopis lecerfi
- Helicopis lesoudierae
- Helicopis lindeni
- Helicopis madeirensis
- Helicopis manaos
- Helicopis manicorensis
- Helicopis marini
- Helicopis medialis
- Helicopis nigra
- Helicopis nigromaculata
- Helicopis obidonus
- Helicopis paraensis
- Helicopis pluto
- Helicopis poleti
- Helicopis pompeius
- Helicopis pseudalbescens
- Helicopis pseudalbocincta
- Helicopis pseudolindeni
- Helicopis putumayensis
- Helicopis santaremensis
- Helicopis satanas
- Helicopis saturnus
- Helicopis selene
- Helicopis solimoensis
- Helicopis stupenda
- Helicopis subalbocincta
- Helicopis subandrogyne
- Helicopis sublatmicus
- Helicopis sulphurea
- Helicopis tapajonus
- Helicopis teffeensis
- Helicopis tersa
- Helicopis trinitatis
- Helicopis wardi